# رودریگو خاویر نویا
رودریگو خاویر نویا (انگلیسی: Rodrigo Javier Noya؛ زادهٔ ۳۱ ژانویهٔ ۱۹۹۰) بازیکن فوتبال اهل آرژانتین است.